# Andrzej Sypytkowski
Andrzej Sypytkowski, nacido el 14 de octubre de 1963 en Koszalin es un ciclista polaco ya retirado. Fue medalla de plata en los Juegos Olímpicos de Seúl en contrarreloj por equipos y en los Campeonatos del mundo en contrarreloj por equipos en 1989 durante su carrera como amateur. Fue profesional de 1994 a 1999 donde ganó el Campeonato de Polonia en Ruta en 1995, y fue vencedor del Baltyk-Karkonosze Tour en 1997, de la Szlakiem Grodów Piastowskich en 1998 y del Tour de Japón en 1999.

## Palmarés
1988
- 2.º en los Campeonato olímpico en contrarreloj por equipos

1991
- 3º del Campeonato de Polonia Contrarreloj

1993
- Tour del Lago Léman

1995
- Campeonato de Polonia en Ruta

1997
- Bałtyk-Karkonosze Tour

1998
- Szlakiem Grodów Piastowskich
- 3º en el Campeonato de Polonia Contrarreloj

1999
- Tour de Japón, más 1 etapa
- 3º en el Campeonato de Polonia en Ruta